# Поци (Кјети)
Поци (итал. Pozzi) је насеље у Италији у округу Кјети, региону Абруцо.
Према процени из 2011. у насељу је живело 32 становника. Насеље се налази на надморској висини од 287 м.